# アレクサンドル・ロジムツェフ

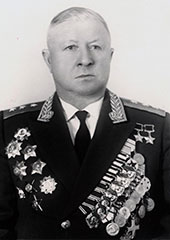

アレクサンドル・イリイッチ・ロジムツェフ（ロシア語: Александр Ильич Родимцев、1905年2月23日 - 1977年4月13日）は、ソ連の軍人。大将。ソ連邦英雄（2度）。

## 経歴
シャルルィク村（現オレンブルク州）出身。1927年から赤軍に入隊し、1929年に共産党に入党した。1932年、全露中央執行委員会名称軍事学校を卒業。
1936年～1937年、スペイン内戦に義勇兵として従軍し、グアダラハラ、ブルネテ、テルエル、ハラム川の戦いで活躍し、最初のソ連邦英雄称号を授与された。帰国後、騎兵連隊を指揮し、M.V.フルンゼ名称軍事アカデミー卒業後、1939年5月に騎兵師団副師団長に任命され、ポーランド侵攻に参加した。
独ソ戦時、第5空挺旅団（1941年6月～11月）、第87狙撃師団（1942年1月から第13親衛狙撃師団）、第32親衛狙撃軍団（1943年5月～終戦）を指揮し、キエフ、ハリコフ、スターリングラード及びクルスクの戦い、ウクライナ、ポーランドの解放、ニジネ・シレズ、ベルリン及びプラハ作戦に参加した。特にロジムツェフ指揮下の第13親衛狙撃師団は、スターリングラードの戦いで活躍した。戦時中の功績に対して、2度目のソ連邦英雄称号が授与された。
戦後、各級指揮官を経て、東シベリア軍管区司令官補佐官、駐アルバニア主任軍事顧問兼駐在武官を歴任した。1956年11月から部隊勤務。1966年3月、ソ連国防省監察総監部軍事顧問。
第3期ソ連最高会議代議員。

## パーソナル
ソ連邦英雄（2度）。レーニン勲章3個、十月革命勲章、赤旗勲章4個、一等スヴォーロフ勲章、一等ボグダン・フメリニツキー勲章、二等スヴォーロフ勲章2個、二等クトゥーゾフ勲章、赤星勲章2個を受章。